# Radosław Zawrotniak

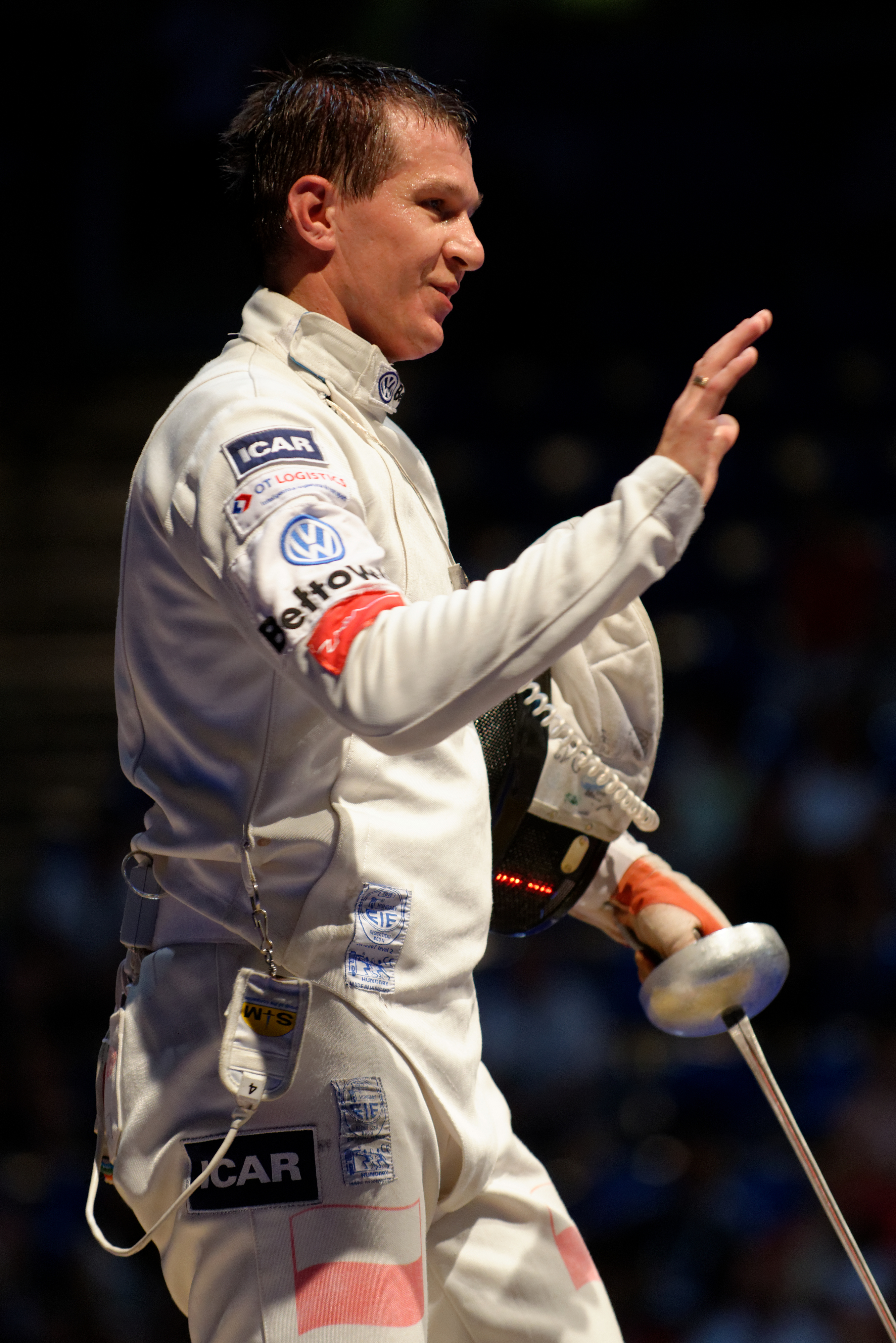
Bei den Fechtweltmeisterschaften 2013 in Budapest

Radosław Aleksander Zawrotniak (* 2. September 1981 in Krakau) ist ein polnischer Degenfechter beim Klub AZS-AWF Kraków (2008). Im Finale der Olympischen Sommerspiele 2008 focht er zusammen mit Adam Wiercioch, Robert Andrzejuk und Tomasz Motyka in der Degen-Mannschaft und holte die Silbermedaille. Dafür wurde ihm im gleichen Jahr das Goldene Verdienstkreuz der Republik Polen verliehen.
Radosław Zawrotniak war 2008 Student an der Sporthochschule Krakau (Akademia Wychowania Fizycznego w Krakowie) und wird von Zbigniew Ryczek trainiert.

## Erfolge
Nachfolgend die wichtigsten Erfolge von Radosław Zawrotniak.
- Olympische Spiele
  - 2008 in Peking: Silber Degen-Mannschaft und 6. Platz Degen
  - 2012 in London: 20. Platz Degen

- Weltmeisterschaften
  - 2007 in St. Petersburg: 7. Platz Degen-Mannschaft
  - 2009 in Antalya: Bronze Degen-Mannschaft
  - 2010 in Paris: 7. Platz Degen-Mannschaft
  - 2012 in Kiew: 8. Platz Degen-Mannschaft
  - 2013 in Budapest: 6. Platz Degen

- Europameisterschaften
  - 2007 in Gent: Silber Degen-Mannschaft
  - 2008 in Kiew: 4. Platz Degen-Mannschaft
  - 2009 in Plowdiw: 4. Platz Degen-Mannschaft
  - 2010 in Leipzig: Bronze Degen
  - 2010: 8. Platz Degen-Mannschaft
  - 2011 in Sheffield: 5. Platz Degen
  - 2012 in Legnano: 7. Platz Degen-Mannschaft

- Polnische Meisterschaften
  - 2004: 3. Platz Degen
  - 2005: 3. Platz Degen
  - 2006: 2. Platz Degen

- Weltcupturniere
  - 2008 Grand Prix du Qatar 2008 in Doha: Gold Degen
  - 2011 Tournoi satellite in Dublin: Gold Degen
  - 2012 Coupe du monde in Legnano: Bronze Degen
  - 2013 Heidenheimer Pokal in Heidenheim an der Brenz: Bronze Degen
  - 2013 Jockey Club Argentino in Buenos Aires: Bronze Degen